# 里卡多·马蒂内利
里卡多·阿尔韦托·马蒂内利·贝罗卡尔（西班牙語：Ricardo Alberto Martinelli Berrocal；1952年3月11日—），巴拿马政治家和企业家，前巴拿马总统（第36任）。

## 生平
1952年3月11日，马蒂内利出生于巴拿马城。他曾获美国阿肯色州大学的工商管理学士学位和中美洲工商管理研究所的工商管理硕士学位。马蒂内利拥有大型连锁超市 Super 99、银行、电视台、进出品公司及工厂等，是巴拿马知名的企业家。
1998年，马蒂内利创立民主变革党 Cambio Democrático。
2004年，马蒂内利作为民主变革党的总统候选人参加总统选举，但败于民主革命党的总统候选人马丁·托里霍斯。
2009年，马蒂内利再次参选总统，这次是代表民主变革党、巴拿马主义党等政党组成的联盟参选，在5月3日举行的总统选举中，马蒂内利击败执政党民主革命党总统候选人巴尔比娜·埃雷拉，当选为新一任巴拿马总统。
作為中華民國在中南美洲重要友邦，但馬丁內利任內的巴拿馬被指政治立場搖擺不定。除了不時採取與中華民國相反的政治立場，在收取中華民國的經濟援助之餘，另一邊又接受中華人民共和國的好處。
2023年，他宣布参加2024年的总统大选，原本已获得参选资格，但巴拿马选举法院以其涉犯洗钱罪并遭判刑10年以上为由撤销其参选资格，马蒂内利随即前往尼加拉瓜驻巴拿马大使馆寻求庇护，后来，实现目标党推举其参选搭档何塞·劳尔·穆利诺作为总统候选人，穆利诺也于当年5月在总统大选中胜出。

## 荣誉

### 外国勋章奖章
- 采玉大勋章（中华民国，2010年10月22日批准[8]，同日于台北总统府颁发[9]）
- 恩里克王子勋章大颈饰（葡萄牙語：Ordem do Infante D. Henrique）（葡萄牙，2013年7月29日公布[10]）